# Erysimum penyalarense
Erysimum penyalarense är en korsblommig växtart som först beskrevs av Carlos Pau, och fick sitt nu gällande namn av Adolf Polatschek. Erysimum penyalarense ingår i släktet kårlar, och familjen korsblommiga växter. Inga underarter finns listade i Catalogue of Life.